# Roton (label)

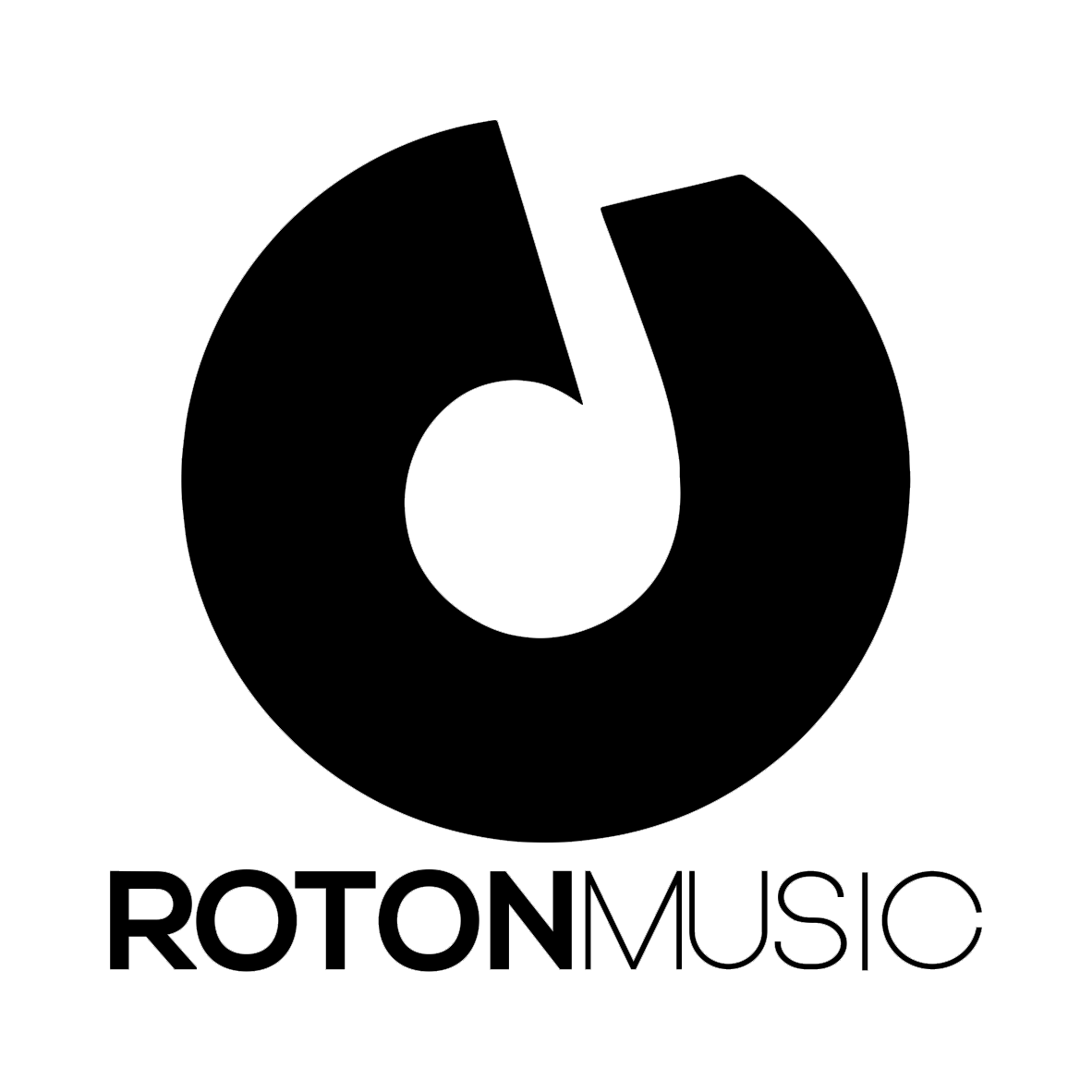
Logo.

Roton est un label roumain créé en 1994. Il contribue à la promotion et la distribution de médias physiques et numériques. La société possède des filiales dans plusieurs villes roumaines : Bucarest, Iași, Cluj-Napoca et Timișoara. Elle possède par ailleurs sa propre usine de production de disques. Depuis 2010, un site Internet qui propose des morceaux en téléchargement. La société emploie environ cent salariés, pour un chiffre d'affaires de 4 millions d'euros en 2007. On retrouve l'ensemble des E.P et albums avec i-Direct (banque de programmes pour médias). Le siège de i-Direct est à Beaumont-le-Roger dans l'Eure.  
Roton a travaillé avec des artistes roumains reconnus tels qu'Iris, Holograf, Akcent, Fly Project ou encore Inna, ainsi qu'avec la Moldave Misha Miller.